# Nurschan Äschimbetow

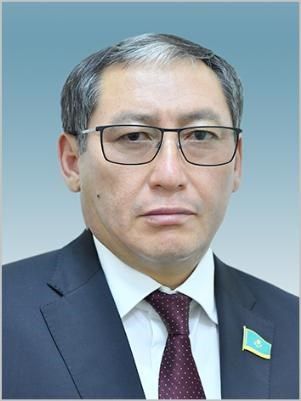
Nurschan Äschimbetow, 2020

Nurschan Kemeruly Äschimbetow (kasachisch Нұржан Кемерұлы Әшімбетов, russisch Нуржан Кемерович Ашимбетов, Nurschan Kemerowitsch Aschimbetow; * 26. Juni 1969 im Gebiet Pawlodar) ist ein kasachischer Politiker und seit August 2019 Senator im kasachischen Senat.

## Leben
Nurschan Äschimbetow wurde 1969 im Gebiet Pawlodar geboren. Er studierte am Veterinärinstitut Alma-Ata und am Institut für Volkswirtschaft und Statistik in Almaty den Beruf Wirtschaftswissenschaftler und Buchhalter.
1993 begann er für die Provinzregierung des Gebietes Pawlodar zu arbeiten. Er war im Ausschuss für öffentliches Eigentum tätig und Berater der amerikanischen Gesellschaft. Im Jahr 1999 wurde er stellvertretender Äkim des Kreises Aktogai. Von 2006 bis 2008 war er Abteilungsleiter der Abteilung für Landwirtschaft des Gebietes Pawlodar.
Von Dezember 2008 bis Oktober 2009 war er in der Präsidialverwaltung Kasachstans in Astana tätig. Von Oktober 2009 bis Januar 2012 war er Bürgermeister der Stadt Petropawl. Von Februar 2012 bis April Jahr 2016 war er stellvertretender Gouverneur der Provinz Pawlodar.
Am 13. April 2016 wurde Äschimbetow zum Bürgermeister von Pawlodar ernannt. Nach rund zwei Jahren wurde er am 22. August 2018 auf den Posten des Äkim der Stadt Ekibastus versetzt. Seit August 2019 ist er Senator im kasachischen Senat.